# Asuntos pendientes
Asuntos pendientes es el octavo álbum del grupo de rock cántabro La Fuga, lanzado el 6 de mayo de 2008.

## Información del álbum
El disco se lanzó en dos ediciones: una que incluía solamente el CD, y una edición especial, que además de este contenía un DVD, en digipack.
El CD está formado por once nuevas canciones, compuestas algunas durante la gira latinoamericana. Este factor ha influido en las letras de algunas canciones, como Villa Miseria, que fue escrita en Rosario (Argentina).
El DVD, por otra parte, contiene un concierto acústico entero de la gira de Nubes y claros. Además, hay dos montajes de las últimas giras del grupo: la gira española de 2006 y la gira latinoamericana de 2007. También incluye el vídeo del que sería el primer sencillo de este disco: No sólo respirar.
Al igual que todos sus discos de estudio anteriores, Asuntos pendientes se grabó en los estudios Sonido XXI, en Esparza de Galar. Además, fue masterizado por Juan Hidalgo en Mastertips, en Madrid.
En su primera semana, el álbum alcanzó la octava posición en la lista de ventas Promusicae, pasando al decimocuarto puesto a la semana siguiente.

## Lista de canciones

### CD
1. Los molinos - 3:59
2. Malos pensamientos - 4:04
3. Jaleo - 3:22
4. No sólo respirar - 3:53
5. Hoy - 4:36
6. Capital federal - 3:48
7. Villa Miseria - 4:09
8. Vengo - 3:46
9. Mundo raro - 4:16
10. Mil lágrimas - 4:16
11. Tantas cosas - 4:09

### DVD
- Concierto acústico, grabado el 24 de marzo de 2007 en el Teatro Nuevo Alcalá, en Madrid:

1. Pa' volar
2. Luna de miel
3. Hasta nunca
4. Madrid
5. En vela
6. Buscando en la basura
7. Las musas
8. Nunca mais
9. Naufragando
10. Balada del despertador
11. Primavera del 87

- Imágenes de la gira española de 2006
- Imágenes de la gira latinoamericana de 2007
- Videoclip de No sólo respirar